# Rijksmuseum Twenthe
Rijksmuseum Twenthe is een museum in Enschede, dat in 1930 werd geopend. Het is gehuisvest in een rijksmonument aan de rand van de wijk Roombeek. Het programmeert ca. zeven wisselende tentoonstellingen per jaar en heeft een grote collectie oude, moderne en hedendaagse kunst. In 2022 trok het 54.722 bezoekers. Het museum vormt samen met TETEM en De Museumfabriek het cluster Roombeek Cultuurpark. Sinds 2012 noemt het zich het Museum van de Verbeelding.

## Geschiedenis
De oorspronkelijke collectie bestond uit de kunstverzameling van textielfabrikant Jan Bernard van Heek. Het gebouw werd ontworpen in 1929 door Anton K. Beudt en Karel Muller. In 1930 werd het museum geopend en overgedragen aan de Staat. In 1994 werd het het museum verzelfstandigd en ging daarbij over in een stichting, die wordt bestuurd door de directeur. Tussen 1994 en 1996 werd het museum verbouwd. Het werd verbeterd (volledig geklimatiseerd) en uitgebreid met een tentoonstellingszaal en museumcafé van Ben van Berkel. De tuin werd heringericht door Lodewijk Baljon, waar hij in 2004 de Award of Merit van de American Society of Landscape Architects voor kreeg.
Op 13 mei 2000 raakte het museum, maar niet de collectie, zwaar beschadigd bij de Enschedese vuurwerkramp. Het bleef tot 14 april 2002 gesloten voor herstelwerkzaamheden. 
Directeur is sinds 1 juli 2023 Caroline Breunesse. Haar voorgangers waren Arnoud Odding (2012-2023) en Lisette Pelsers, die in 2012 vertrok om directeur te worden van het Kröller-Müller Museum. 

## Collectie
Het museum is ontstaan uit de collectie van de textielfabrikant Jan Bernard van Heek (tachtig werken – voornamelijk schilderijen – uit de periode vanaf de Middeleeuwen tot en met de negentiende eeuw) en de Oudheidkamer Twente. 
In de loop der jaren ontving het museum verschillende verzamelingen, onder andere van textielfabrikanten. Hierdoor werd het uitgebreid met afdelingen kunst en kunstnijverheid van de achttiende eeuw en moderne kunst. De grootste aanwinst betreffende de moderne kunst vanaf 1965 was het onderbrengen van de collectie Art & Project / depot Geert van Beijeren & Adriaan van Ravesteijn in Rijksmuseum Twenthe als langdurig bruikleen, waardoor het museum met ongeveer duizend hedendaagse kunstwerken van internationaal niveau verrijkt werd.

## Trivia
- Achter het museum staat boerderij "Groot Bavel" (een Twents los hoes uit de achttiende eeuw), dat gebruikt wordt voor feesten, partijen en ontvangsten.